# قایقرانی در المپیک تابستانی ۱۹۰۰ - ۱ تا ۲ تن
کلاس ۱ تا ۲ تُن یک رویداد قایقرانی در رشته قایقرانی در برنامه بازی‌های المپیک تابستانی ۱۹۰۰ در مویلان-ان-ایولین بود. ۹ قایق در طی دو مسابقه در کلاس ۱ تا ۲ تُن به رقابت پرداختند. حضور بیست و دو شرکت کننده در این بخش از مسابقات، از سه کشور به ثبت رسیده است. مسابقات در روزهای ۲۲ و ۲۵ مه ۱۹۰۰ در رودخانه سن برگزار شد.